# Distretto di Wan Yai
Il distretto di Wan Yai (in thailandese: หว้านใหญ่) è un distretto (amphoe) della Thailandia, situato nella provincia di Mukdahan.